# Christian Ethuin
Christian Ethuin (ur. 31 lipca 1946 roku w Paryżu) – francuski kierowca wyścigowy.

## Kariera
Ethuin rozpoczął karierę w międzynarodowych wyścigach samochodowych w 1968 roku od startów w Formule France, gdzie czterokrotnie stawał na podium. Z dorobkiem 57 punktów uplasował się tam na szóstej pozycji w klasyfikacji generalnej. W tym samym roku w klasie P 1.3 24-godzinnego wyścigu Le Mans stanął na drugim stopniu podium, a w klasyfikacji generalnej był jedenasty. Rok późńeij w klasie P 1.15 odniósł zwycięstwo. W późniejszych latach Francuz pojawiał się także w stawce Brytyjskiej Formuły 3 BRSCC Motor Sport Shell, Włoskiej Formuły 3, Brytyjskiej Formuły 3 BRSCC John Player, Brytyjskiej Formuły 3 BARC Forward Trust, Europejskiej Formuły 2 oraz Europejskiej Formuły Renault.
W Europejskiej Formule 2 Francuz wystartował w sześciu wyścigach sezonu 1975 z francuską ekipą Racing Organisation Course, jednak nie zdobywał punktów.